# Хаугвиц, Анна Маргарета фон
Графиня А́нна Маргаре́та фон Ха́угвиц, в замужестве Вра́нгель (нем. и швед. Anna Margareta von Haugwit, Anna Margareta von Wrangel; 16 января 1622, Кальбе, Саксония-Анхальт — 20 марта 1673, Стокгольм) — немецкая графиня, жена шведского государственного деятеля и военачальника Карла-Густава Врангеля.

## Биография
Анна Маргарета происходила из бедного немецкого дворянства. Её отец умер, когда ей было четыре, а во время разорения её родного города католическими войсками осиротела. В 1630 году ей удалось найти убежище у католических монахинь в монастыре. Потом она попала под опеку родственницы матери, графини Элизабет Джулиан Банер и её мужа Юхана Банера, которые опасались, что католики уговорят Анну отречься от протестантизма. Вскоре Анна Маргарета встретились с Карлом-Густавом Врангелем, членом самого могущественного шведского дворянства, в шведском военном лагере, влюбилась и вышла за него замуж по любви в 1640 году. Отношения супругов описаны как счастливые. Анна Маргарета родила в браке с 1641 по 1665 тринадцать детей. Только три дочери дожили до взрослого возраста.
Анна Маргарета пожертвовала в своём завещании 500 талеров в родной город Кальбе (Заале), которые каждый год должны были распределяться нуждающимся в день годовщины её свадьбы — 1 июня.
Умерла после продолжительной болезни в 1673 году, а её муж на 3 года позже.